# Antoine Nassif
Antoine Nassif (ur. 21 lutego 1969 w Bejrucie) – libański duchowny Kościoła katolickiego obrządku syryjskiego, od 2016 egzarcha apostolski Kanady.

## Życiorys
Święcenia kapłańskie przyjął 26 lipca 1992. Pracował jako duszpasterz parafialny, był też m.in. dyrektorem katolickiej szkoły w Charfet oraz rektorem patriarchalnego seminarium w tymże mieście.
7 stycznia 2016 papież Franciszek mianował go zwierzchnikiem nowo powstałego egzarchatu apostolskiego Kanady i nadał mu biskupstwo tytularne Serigene. Sakry udzielił mu 23 stycznia 2016 patriarcha Ignacy Józef III Younan.